# Nihonella chika
Nihonella chika (лат.) — вид пауков, единственный в составе рода Nihonella из семейства Линифииды (Linyphiidae). Встречается в пещерах Японии (Хонсю, Okayama Prefecture, Takahashi-shi).

## Описание
Длина тела около 2 мм (2,10-2,47), карапакс около 1 мм. Головогрудь, хелицеры, лабиум и стернум равномерно светло-коричневые. Передний край хелицеральной борозды с 5 зубцами. Опистосома одноцветная серая, без пятнистости, покрыта многочисленными волосками. Центральная часть вентральной стороны опистосомы несколько светлее. Ноги равномерно светло-коричневые. Бедро первой пары ног с одним пролатеральным шипиком. Несмотря на отсутствие экстремальных трогломорфных признаков (например, потери зрения), N. chika показывает троглофильные адаптации, такие как депигментация тела. Этот вид был обнаружен только внутри пещер, в нескольких метрах от входа, в сумеречной и переходной зонах, где освещение сильно ослаблено или отсутствует. N. chika строит небольшие паутины внутри трещин или пустот между камнями на полу пещеры.

## Систематика и этимология
Вид был впервые описан в 2021 году и включён в монотипический род Nihonella из подсемейства Erigoninae. Родовое название происходит от именования Японии (Nihon). Видовое название происходит от японского слова «chika» (地下), означающего «подземный», что связано с особенностями экологии. Новый род отличается от любых других родов, принадлежащих к дистальной кладе подсемейства Erigoninae, следующим уникальным сочетанием соматических и генитальных признаков: бедро I с одним пролатеральным шипиком; голень I с одним дорсальным шипиком; формула голенных шипиков: 1.1.1.1; пальпы самцов с хорошо развитым дистальным супратегулярным апофизом; хорошо развитый пролатеральный апофиз уникальной формы, такой же длины, как цимбиум, и частично покрывающий его. Необычная хетотаксия и уникальная форма эпигины со сходящимися вперед боковыми стенками и двумя отчетливыми плоскими яйцевидными вздутиями копулятивных протоков также отличает самку этого рода от самок любых других родов дистальной клады Erigoninae.